# Swagger
Swagger è il primo album in studio dei Flogging Molly, pubblicato nel 2000.
In alcune versioni dell'album, la traccia Sentimental Johnny è stata sostituita con la corrispettiva versione spagnola, Juan El Sentimental.

## Tracce
1. Salty Dog – 2:21
2. Selfish Man – 2:55
3. The Worst Day Since Yesterday – 3:39
4. Every Dog Has Its Day – 4:24
5. Life in a Tenement Square – 3:11
6. The Ol' Beggars Bush – 4:34
7. The Likes of You Again – 4:34
8. Black Friday Rule – 7:01
9. Grace of God Go I – 1:56
10. Devil's Dance Floor – 3:59
11. These Exiled Years – 5:17
12. Sentimental Johnny – 4:47
13. Far Away Boys – 5:06

## Formazione
- Dave King – voce, chitarra acustica
- Dennis Casey – chitarra
- Bridget Regan – violino
- Tedd Hutt – chitarra
- Nathen Maxwell – basso
- George Schwindt – batteria
- Robert Schmidt – mandolino, banjo
- Gary Schwindt – tromba